# Пелицано
Пелица̀но (на италиански: Pellizzano; на ладински: Plician, Пъличан) е село и община в Северна Италия, автономна провинция Тренто, автономен регион Трентино-Южен Тирол. Разположено е на 925 m надморска височина. Населението на общината е 777 души (към 2018 г.).